# 25-й батальон территориальной обороны Киевской области
25-й отдельный мотопехотный батальон «Киевская Русь» (укр. 25-й окремий мотопіхотний батальйон «Київська Русь», сокращённо 25 ОМПБ, в/ч А2457, пп В0676) — отдельный мотопехотный батальон в составе 54-й омехбр ВСУ.
Образован в 2014 году из добровольцев Киевской области как 25-й батальон территориальной обороны Киевской области «Киевская Русь» (укр. 25-й батальйон територіальної оборони «Київська Русь») для ведения боевых действий в Донбассе.

## Предшествующие события
19 марта 2014 года Совет национальной безопасности и обороны Украины принял решение о создании оперативных штабов при областных государственных администрациях пограничных областей Украины. 30 марта 2014 года и. о. президента Украины А. В. Турчинов поручил руководителям областных администраций начать создание батальонов территориальной обороны в каждой области Украины.
30 апреля 2014 года было принято официальное решение возложить функции создания батальонов территориальной обороны в каждой области Украины на областные военные комиссариаты.
6 мая 2014 года была объявлена вторая частичная мобилизация.

## Формирование
На должность командира батальона был назначен офицер запаса, майор украинской армии А. В. Янченко (позывной «Высота»). Заместителем командира по работе с личным составом был назначен бывший сотник Евромайдана Роман Семчишин (позывной «Кит»).
По состоянию на конец июля 2014 года, в батальоне служили мужчины в возрасте от 22 до 58 лет, представители всех регионов Украины, однако основную часть военнослужащих составляли добровольцы из Киевской области (в общей сложности, из Киева и Киевской области были 70 % военнослужащих батальона). Среди военнослужащих батальона были лица, уже имевшие опыт военной службы и значительное количество активистов Евромайдана
Личный состав батальона прошёл обучение в учебном центре «Десна». Строевая подготовка была сокращена до минимума, личный состав обучали стрельбе, действиям в лесу и в полевых условиях, спешиванию с движущейся техники, вождению автотранспорта и оказанию первой медицинской помощи.
Местом постоянной дислокации батальона стала бывшая правительственная резиденция «Межигорье» в Киевской области.
По состоянию на начало октября 2014, в батальоне служили мужчины в возрасте от 22 до 57 лет, среди которых выходцы из различных социальных групп. Как сообщил заместитель командира батальона, в батальоне служили не только призывники, но и значительное количество добровольцев (которые, однако, тоже были записаны в документах как мобилизованные).
С момента создания, батальон получал помощь из внебюджетных средств.
- так, депутат Верховной Рады Я. Н. Москаленко передал батальону три дизельных генератора и 32 бронежилета украинского производства[7]
- 5 апреля 2015 года глава администрации села Тарасовка Киевской области В. Г. Сизон сообщил, что в период до 5 апреля 2015 года при участии жителей села и волонтёров для батальона были отремонтированы 4 единицы бронетехники, 2 грузовика и 5 автомашин УАЗ; кроме того, для батальона были собраны продукты питания и построена передвижная баня-автоприцеп[10]

21 ноября 2014 года в соответствии с приказом № 27 оперативного командования «Север» Сухопутных войск Украины 25-й батальон территориальной обороны «Киевская Русь» был преобразован в 25-й отдельный мотопехотный батальон «Киевская Русь».

## Деятельность
В зону боевых действий на востоке Украины батальон прибыл 19 августа 2014 и практически сразу, с 20 августа 2014 оказался на линии фронта.
25 августа 2014 во время обстрела колонны батальона в районе пгт. Комиссаровка Луганской области погиб один военнослужащий батальона
28 августа 2014 в районе пгт. Комиссаровка Луганской области в результате миномётного обстрела погиб один и были ранены и контужены ещё два военнослужащих батальона.
21 сентября 2014 в районе Дебальцево в результате обстрела блокпоста 25-го батальона снайперами, были убиты два военнослужащих батальона, ещё один был смертельно ранен и скончался при транспортировке в госпиталь
В октябре и начале ноября 2014 батальон по-прежнему находился на участке фронта под Дебальцево.
10 октября 2014 заместитель командира батальона сообщил в интервью, что за весь период участия в боевых действиях батальон потерял двух военнослужащих убитыми и девять — ранеными.
17 октября 2014 командир батальона сообщил в интервью, что за весь период участия в боевых действиях батальон потерял 5 военнослужащих убитыми и свыше 30 — ранеными.
7 ноября 2014 в районе села Санжаровка попала в засаду группа из четырёх военнослужащих разведывательной роты 25-го батальона территориальной обороны, был убит один военнослужащий.
14 ноября 2014 при обстреле позиций батальона в районе Дебальцево был убит один и ранены ещё два военнослужащих батальона.
17 ноября 2014 погиб заместитель командира роты огневой поддержки батальона, капитан А. Г. Рачинский.
6 декабря 2014 во время ракетно-артиллерийского обстрела блокпоста в районе Дебальцево одна из ракет РСЗО «Град» попала в вагончик, где грелись украинские военнослужащие. В результате, был убит один военнослужащий батальона. Сообщается, что погибший от осколочных ранений 55-летний Ю. Марцынюк был самым старшим по возрасту из всех военнослужащих батальона.
22 декабря 2014 подразделения батальона, находившиеся на позициях на северной окраине Дебальцево начали сменять прибывающие на замену подразделения 40-го батальона «Кривбасс».
27 декабря 2014 батальон был выведен из зоны боевых действий на отдых и пополнение.
В январе-феврале 2015 батальон принимал участие в боях в районе Дебальцево.
26 января 2015 противотанковая батарея батальона была выдвинута в сектор «С» и занята позиции на окраине села Коммуна (в котором уже находилась 2-я рота батальона). 1-я рота батальона, на усиление которой передали часть личного состава противотанковой батареи, вела бои в селе Редкодуб.
28 января 2015 в танковом бою в районе Дебальцево погиб военнослужащий-танкист из батальона.
29 января 2015 в районе Углегорска погиб ещё один военнослужащий батальона
1 февраля 2015 командир батальона Евгений Ткачук принял решение отступить в тыл с позиций в районе села Савельевка (в четырёх километрах от Углегорска), поскольку позиции оказались под обстрелом РСЗО и артиллерии. Вместе с ним в тыл отступили заместитель противотанковой батареи батальона и ещё 54 военнослужащих батальона. На следующий день военнослужащих батальона обвинили в дезертирстве и в том, что противник едва не взял Дебальцево, а командира батальона арестовала военная прокуратура (Ткачук был взят под стражу и вывезен в Харьков), а 3 февраля 2015 — вывезен в Краматорск, где ему предъявили обвинение в трусости и невыполнении приказа.
2 февраля 2015 в районе Дебальцево был взорван бронетранспортёр, который доставлял боеприпасы для попавшего в окружение подразделения батальона — погиб один и были ранены ещё четыре военнослужащих батальона.
В этот же день, 2 февраля 2015 у здания министерства обороны Украины в Киеве состоялся митинг с участием родственников военнослужащих батальона, которые требовали от военного руководства оказать помощь военнослужащим батальона.
8 апреля 2015 при отступлении были утрачены два противотанковых орудия «Рапира» (одно из орудий было уничтожено в ходе артиллерийского обстрела батареи, второе было выведено из строя и оставлено в связи с невозможностью эвакуировать) и часть боекомплекта противотанковой батареи батальона. Кроме того, в этот день в селе Поляна под артобстрелом была потеряна автомашина батальона.
18 февраля 2015 было объявлено, что батальон вышел из окружения в районе Дебальцево, потеряв одного человека убитым и трёх ранеными. 20 февраля 2015 командир батальона сообщил, что всего в боях под Дебальцево и при выходе из окружения батальон потерял 16 военнослужащих убитыми, трёх — попавшими в плен и ещё несколько — ранеными
1 июля 2015 два офицера батальона были награждены наградным оружием

## Техника, вооружение и снаряжение
Изначально, военнослужащие батальона были обмундированы в армейскую униформу и получили стальные каски советского производства, но уже спустя непродолжительное время в батальон начала поступать спонсорская помощь. Кроме того, отдельные военнослужащие приобретали снаряжение за собственные средства.
Личный состав батальона вооружён стрелковым оружием (автоматами АКС, АКМ и АК-74, снайперскими винтовками СВД), также есть подствольные гранатомёты ГП-25 и пулемёты ПК.
В начале октября 2014 года заместитель командира батальона сообщил в интервью, что батальон является одним из наиболее боеспособных батальонов территориальной обороны. Он сообщил, что на вооружении батальона есть не только стрелковое оружие, но также крупнокалиберные пулемёты, противотанковые средства, одна БМП-1 и два танка (в то время как в других батальонах — «только стрелковое оружие и пара пулемётов»).
29 октября 2014 Киевская областная государственная администрация передала батальону одну бронемашину БРДМ-2 1974 года выпуска (ранее находившуюся в экспозиции музея-заповедника «Битва за Киев в 1943 году» в качестве экспоната, но отремонтированную волонтёрами за счёт внебюджетных средств).
В распоряжении батальона имеется автомобильная техника: несколько легковых автомашин (УАЗ-469, УАЗ-452) и грузовики.
По состоянию на начало января 2015 года, в батальоне были миномёты и батарея 100-мм противотанковых орудий МТ-12 «Рапира».
В феврале-марте 2015 года на шасси ГАЗ-66 для батальона был построен бронеавтомобиль «Малюк» (5 апреля 2015 года броневик передали в батальон и переименовали в «Сабадаш» — в честь одного из ранее погибших военнослужащих батальона)